# Quanto personam tuam

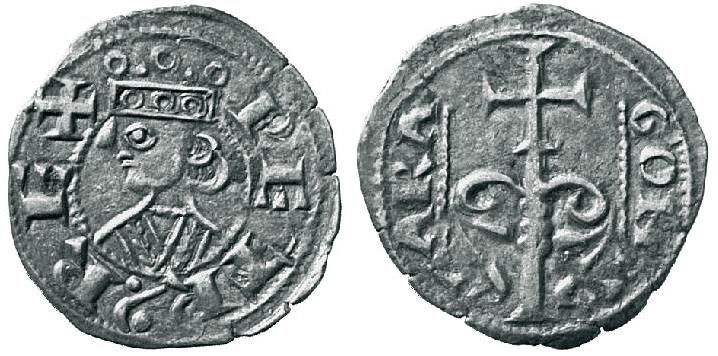
Münze mit dem Bild Peters II. von Aragon

Quanto personam tuam ist eine Dekretale des Papstes Innozenz III. vom 5. April 1199 an König Peter II. von Aragón.

## Vorgeschichte
König Alfons II. († 1196), der Vater und Vorgänger Peters II., hatte gegen Ende seiner Regierungszeit die Währung Jaca abgewertet, indem der Silbergehalt verringert wurde. Der neue König Peter II. leistete einen Eid, diesen Münzwert für eine bestimmte Zeit unverändert zu lassen. Kurze Zeit später bat er den Papst, ihn von diesem Eid zu entbinden.

## Die Antwort des Papstes
Der Papst antwortete, es sei keine Lossprechung erforderlich, sondern eine Auslegung des Eides vorzunehmen („quod non tam erat absolutio necessaria quam interpretatio requirenda“). Denn entweder habe der König bei der Eidesleistung gewusst, dass die Münze verfälscht worden sei. In diesem Fall sei der Eid unstatthaft und ohne jede Bindung („iuramentum fuisset illicitum et nullatenus obseruandum“). In diesem Fall solle er gegenüber dem Bischof von Saragossa beichten und sich einer Buße unterziehen. Oder der König habe die von seinem Vater übernommene Währung für vollgültig gehalten; dann sei der Eid bindend („iuramentum licitum fuit et usquequaque seruandum“). Um den Eid zu halten, solle er die Münze verrufen, im Namen seines Vaters eine neue Münze prägen und ihren Wert auf den höchsten unter Alfons II. erreichten Stand bringen.

## Hintergrund
Die königliche Anfrage sowie die päpstliche Antwort ereigneten sich in der Zeit der Reconquista. Die Dekretale von 1199 ist nicht die erste Befassung der römischen Kirche mit Fragen der Geldwertstabilität. Ein Konzil von Lerida im Jahre 1155 beispielsweise hatte unter Vorsitz des späteren Papstes Coelestin III., des Vorgängers Innozenz’ III., beschlossen, dass der Fürst gehalten sei, sein Geld auf Lebenszeit stabil zu halten. Noch vor 1187 verrief Alfons II. den Jaca und ließ eine minderwertige Münze prägen, was er durch einen Eid bekräftigte. Später bereute er diese Tat und bat Papst Coelestin III., ihn von diesem Eid zu lösen und eine neue vollwertige Münze zu gestatten. Dieser entsprach dem Ersuchen mit dem Schreiben „Cum utilitas publica“ vom 4. September 1191, also 8 Jahre vor Quanto personam tuam.